# Esposa de Jó

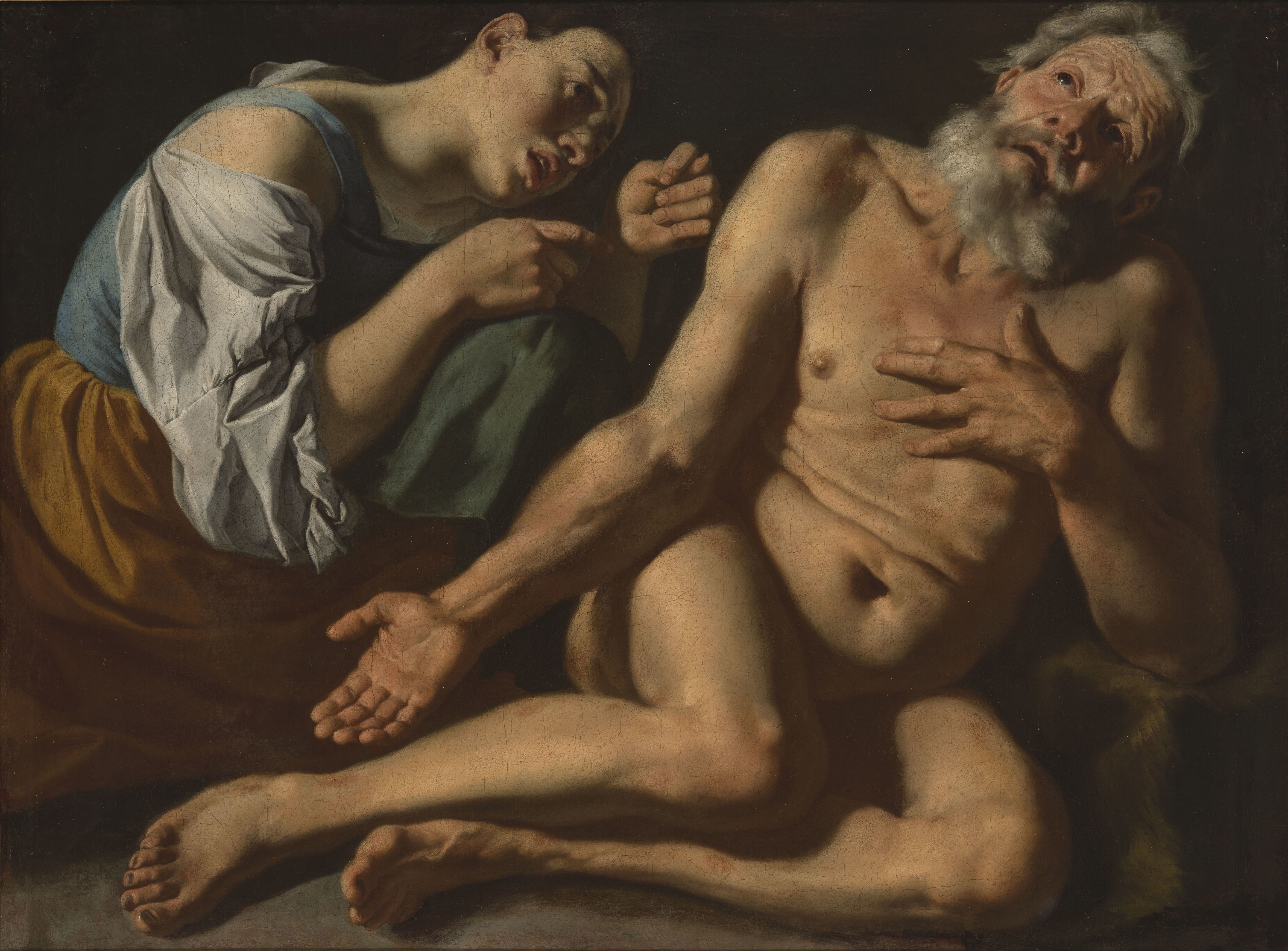
Jó zombado por sua esposa, de Gaspare Traversi, Museu Nacional de Varsóvia

A esposa de Jó é uma mulher mencionada sem nome, no Livro de Jó, na Bíblia Hebraica. Ela ganhou a fama de uma mulher infiel, insana e ambiciosa por sugerir a seu marido, Jó, que amaldiçoasse a Deus. De acordo com um apêndice da Septuaginta, ela era uma mulher árabe.
Segundo a Bíblia, Jó era um homem bom e honesto, que temia a Deus e se desviava do mal. Jó e sua esposa tinha sete filhos e três filhas, cujos nomes não são mencionados.
Na narrativa, Jó e sua mulher viviam muito felizes, mas Satanás desafiou a Deus, sugerindo que Jó só o adorava por puro interesse pois Deus sempre lhe abençoava. Então Deus permitiu que Satanás fizesse tudo o que quisesse com seus bens, mas não lhe ferisse. Jó perdeu todos seus filhos e bens, teve chagas malignas da ponta dos pés à cabeça e sua esposa sofreu ao seu lado toda essa dor, mas apesar de tudo isso, Jó não pecou, nem pôs a culpa em Deus. A mulher de Jó aparece na narrativa em Jó 2:8-10:
“ 8 E Jó, tomando um pedaço de telha para raspar com ele suas feridas, assentou-se no meio da cinza. 9 Então sua mulher lhe disse: Ainda reténs a tua integridade? Amaldiçoa a Deus e morre. 10 Mas ele lhe disse: Como fala qualquer doida, assim falas tu; receberemos o bem de Deus, e não receberíamos o mal ? Em tudo isto não pecou Jó com seus lábios.”
 Após isso, ela desaparece completamente da narrativa, sendo mencionada apenas em Jó 19:17.
Surgiram várias tradições explicando sobre o destino de dela. Na tradição islâmica, o seu nome é Rahma e no final da história ela vive feliz com seu marido. No Testamento de Jó (século I a.C. - século I d.C.) seu nome é Uzit (em transliteração grega, Sitidos ou Zitidos), em homenagem à terra de Uz, e após cortar seu cabelo ela é repreendida por Jó, então ela vende sua alma ao Diabo e amaldiçoa Deus, e morre. Na tradição rabínica o seu nome é Sitis, e em textos da literatura pós-bíblica e no Testamento de Jó após sua morte Jó se casa com Diná, filha de Jacó.

## Na Midraxe

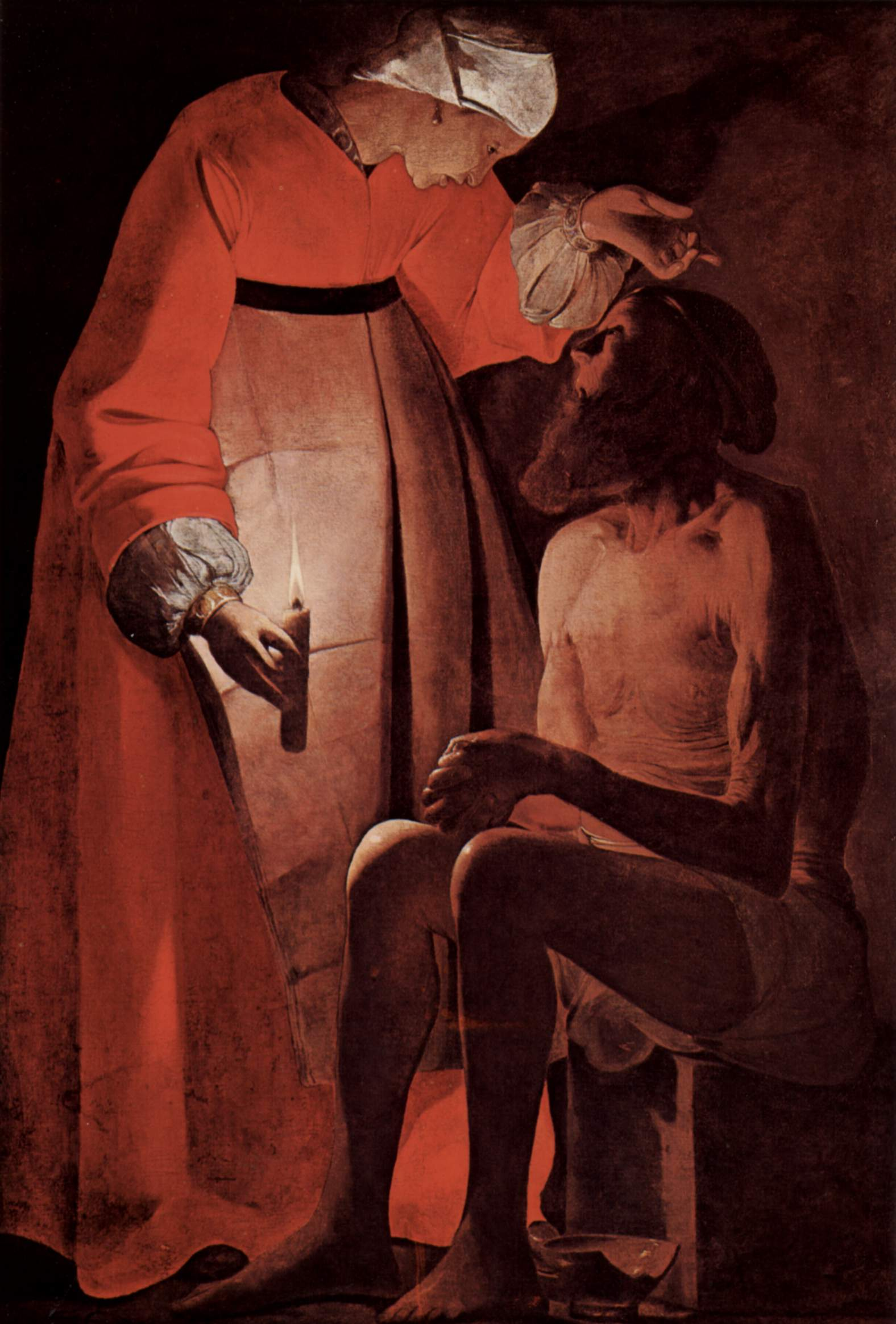
Jó ridicularizado por sua esposa, por Georges de La Tour

A esposa de Jó é alvo de uma crítica moral por parte do Midraxe por aconselhar seu marido a blasfemar. Na visão midraxica, ela agiu de maneira semelhante a Eva, que incentivou Adão a pecar. Ao contrário de Adão, Jó não segue o conselho de sua mulher. Os rabinos elaboram que, quando as coisas vão bem com os pagãos eles honram seus deuses, mas quando as calamidades vêm eles os amaldiçoam. Em contraste, em Israel não é assim. Se Deus concede bençãos, os judeus agradecem; e se Deus inflige sofrimento eles também agradecem. Quando sua esposa lhe diz pra blasfemar contra Deus, Jó responde: “Como fala qualquer doida, assim falas tu!,” ou seja, ela fala como as mulheres pagãs que amaldiçoam seus deuses quando o sofrimento lhes sobrevém. Este Midraxe assume que Jó e sua esposa são judeus. Os rabinos discordam sobre esta questão, pois a Bíblia não menciona a nacionalidade de Jó e sua esposa. Em contraste com a visão de que ambos eram judeus, outra visão sustenta que Jó era gentio; enquanto ainda uma terceira visão sustenta que a esposa era judia, enquanto Jó era um gentio que se converteu por causa de sua esposa.
Em outra tradição, a esposa de fato influencia o marido. Após a rejeição de Jó ao conselho de sua esposa, a Bíblia diz (2:10): “Em tudo isto não pecou Jó com seus lábios”, o que certos rabinos entendem que ele não pecou com os lábios, mas transgrediu em seu coração. Uma tradição midraxica tardia apresenta a esposa de Jó de forma mais positiva. Ela tinha um bom caráter e não tentou fazer com que seu marido pecasse. Depois que Jó perdeu tudo, sua esposa teria lhe dito: “Você não pode suportar todo esse sofrimento e angústia, o que o levará à perda de sua fé. Seria melhor você orar a Deus para que morra, para que saia deste mundo sem culpa, exemplar e justo, e não venha a pecar”. De acordo com essa tradição, a esposa de Jó estava ciente do caráter exemplar de seu marido e apenas procurou ajudá-lo a manter sua fé.